# 圓葉狸藻
圓葉狸藻（學名：Utricularia striatula）為狸藻屬多年生小型岩生或附生食虫植物。其种加词“striatula”来源于拉丁文“striatus”，意为“条纹”。圆叶狸藻分布於非洲和亞洲。圓葉狸藻岩生潮湿的岩石表面或附生于树干上，海拔分布范围为0至3300米。花冠為粉紅色或紫色。

## 外部連結
- 食虫植物照片搜寻引擎中圓葉狸藻的照片 （页面存档备份，存于）
- JSTOR. Aluka - Utricularia striatula Sm.

 维基共享资源上的相關多媒體資源：圓葉狸藻
 維基物種上的相關：圓葉狸藻